# Entre Ceibas
Entre Ceibas es una localidad del municipio de Nacajuca ubicado en la subregión centro del estado mexicano de Tabasco. La localidad fue creada el 15 de octubre de 2017.

## Geografía
La localidad de Entre Ceibas se sitúa en las coordenadas geográficas 18°00′37″N 92°58′53″O / 18.010276, -92.981472, a una elevación de 8 metros sobre el nivel del mar.

## Demografía
Según el Conteo de Población y Vivienda 2020, efectuado por el Instituto Nacional de Estadística y Geografía, la localidad de Entre Ceibas tiene 44 habitantes, de los cuales 19 son del sexo masculino y 25 del sexo femenino. Su tasa de fecundidad es de 1.13 hijos por mujer y tiene 10 viviendas particulares habitadas.
| Gráfica de evolución demográfica de Entre Ceibas entre 2020 y 2020 |
|                                                                    |
| INEGI.                                                             |